# Гваделупська креольська порода
Гваделупська креольска порода, також креольска порода Гваделупи (фр. Créole, також bovin créole de Guadaloupe) — креольска порода великої рогатої худоби, що поширена у Гваделупі, заморському департаменті Франції. Як породу затверджено у 1995 році.

## Історія
До 1493 року на Гваделупі не було великої рогатої худоби. Вперше її завезли на острів у 16 столітті іспанські й португальські колоністи. У наступні два століття худобу на острів завозили з Великої Британії, Франції, Африки та Індії. Схрещування худоби різного походження призвело до виникнення її однорідності у 19 столітті. Худоба широко використовувалася як тягло.

## Опис
Середній зріст бугаїв становить 125—135 см, корів — 115—125 см, жива маса бугаїв — 600—800 кг, корів — 380—450 кг. При правильному годуванні забійний вихід становить 64 %. Надої молока низькі. Худоба має м'ясний напрям продуктивності.
Селекція в породі ведеться у напрямку поліпшення м'ясних якостей худоби, зокрема, скороспілості, збільшення розмірів тварин.

## Поширення
Худоба гваделупської креольської породи поширена на території свого виникнення — на острові Гваделупа. У 2014 році налічувалося 8625 дорослих корів у віці понад 36 місяців, що утримувалися у приблизно 1115 господарствах.

## Виноски
1. 1 2 3  Race bovine Créole. Сайт "AgroParisTech" http://www.agroparistech.fr. UFR Génétique, élevage et reproduction (AgroParisTech) - France UPRA Sélection. septembre 2007. Архів оригіналу за 30 жовтня 2016. Процитовано січень 2017. {{cite web}}: Зовнішнє посилання в |work= (довідка) (фр.)
2. ↑  Le bovin Créole de Guadeloupe. — Сайт https://www.antilles.inra.fr. — [Архівовано 3 березня 2022 у Wayback Machine.] Mise à jour mai 2014. (фр.)
3. ↑  Creole Guadeloupe. // Valerie Porter, Lawrence Alderson, Stephen J.G. Hall, D. Phillip Sponenberg (2016). Mason's World Encyclopedia of Livestock Breeds and Breeding [Архівовано 21 грудня 2016 у Wayback Machine.] (sixth edition). Wallingford: CABI. — P. 159—160. ISBN 9781780647944. (англ.)
4. 1 2 3  Race bovine Créole. Сайт "Races de France" http://www.racesdefrance.fr. Maison Nationale des Éleveurs. Архів оригіналу за 22 квітня 2016. Процитовано січень 2017. {{cite web}}: Зовнішнє посилання в |work= (довідка) (фр.)